# Carex minquinensis
Espèce
Classification phylogénétique
Carex minquinensis est une espèce des plantes du genre Carex et de la famille des Cyperaceae.
Cette espèce est en cours de révision. Il se pourrait que ce soit la même que Carex fokienensis Dunn